# Rozwiercanie
Rozwiercanie – rodzaj obróbki wiórowej otworów walcowych, którego celem jest poprawienie dokładności wymiarowo-kształtowej oraz chropowatości obrabianych powierzchni. Stosuje się je do otworów wstępnie wywierconych, odkutych, czy odlanych. Rozwiercanie przeprowadza się za pomocą rozwiertaków, głównie na wiertarkach.
Kinematyka rozwiercania jest taka sama jak w przypadku innych obróbek wykonywanych na wiertarkach i zależy od stosowanego urządzenia.

## Podział
Rozwiercanie możemy podzielić na:
1. Ze względu na jakość powierzchni obrobionej:
  - zgrubne
  - wykańczające

## Powiercanie
Obróbką mającą na celu zwiększenie średnicy obrabianego otworu bez poprawy jego dokładności, czy chropowatości (obróbka zgrubna) jest powiercanie. Wykonuje się je wiertłami typowymi dla danych materiałów.